# Samotność we dwoje
Samotność we dwoje (lett. "Solitudine di coppia") è un film del 1969 diretto da Stanisław Różewicz.

## Trama
Il pastore Hubina conduce una vita serena, imperniata su una profonda fede, ed è un punto di riferimento per i suoi parrocchiani. Sua moglie Edyta, invece, preferisce rimanere distante dalla comunità rurale e si allontana gradualmente dal marito. L'avvicinarsi di un destino avverso e dello spettro della tentazione in casa Hubina è simboleggiato da un serpente che appare a Edyta nell'erba. Un giorno, il figlio Bogdanek fugge di casa pensando di aver fatto del male a sua madre, provocandole una caduta con un giocattolo di legno a forma di serpente; il bambino muore per strada investito da due cavalli. Mentre si celebra il funerale, Edyta decide di andare a trovare sua sorella a Praga. Lì incontra il pianista Adalbert von Kschitzky, al quale propone di trasferirsi in campagna per dare lezioni di pianoforte a sua figlia Olesia.
La sera, dopo le dure lezioni, von Kschitzky si ritrova con i coniugi Hubina per discutere delle varietà dell'amore, della solitudine, della fedeltà coniugale, della morale borghese e cristiana, della filosofia della temporalità e dell'eternità, della differenza tra la cultura tedesca e quella polacca. L'ospite non nasconde la sua simpatia per le idee di Nietzsche, la politica dell'emergente Terzo Reich e del popolo tedesco che, a detta sua, è stato in grado di coniugare l'Idealismo e la Volontà di potenza.
Durante una passeggiata, Edyta cede alle avance del pianista davanti agli occhi increduli di Olesia. Hubina, compresa la realtà, chiede ad Adalbert di lasciare la sua casa. Edyta, stanca della sua vita e non volendo accettare di ritornare alla sua vita precedente, decide di lasciare il marito. Il pastore rimane solo con sua figlia.

## Produzione
Il regista Stanisław Różewicz e suo fratello Tadeusz Rozewicz hanno adattato il racconto Straszny czwartek w domu pastora (Giovedì terribile a casa del pastore) di Karol Ludwik Koninski.

## Distribuzione
Il film fu distribuito a partire dal 7 febbraio 1969 e fu presentato al Festival internazionale del cinema di San Sebastián.